# Campeonato Mundial de Ciclismo en Pista de 1903

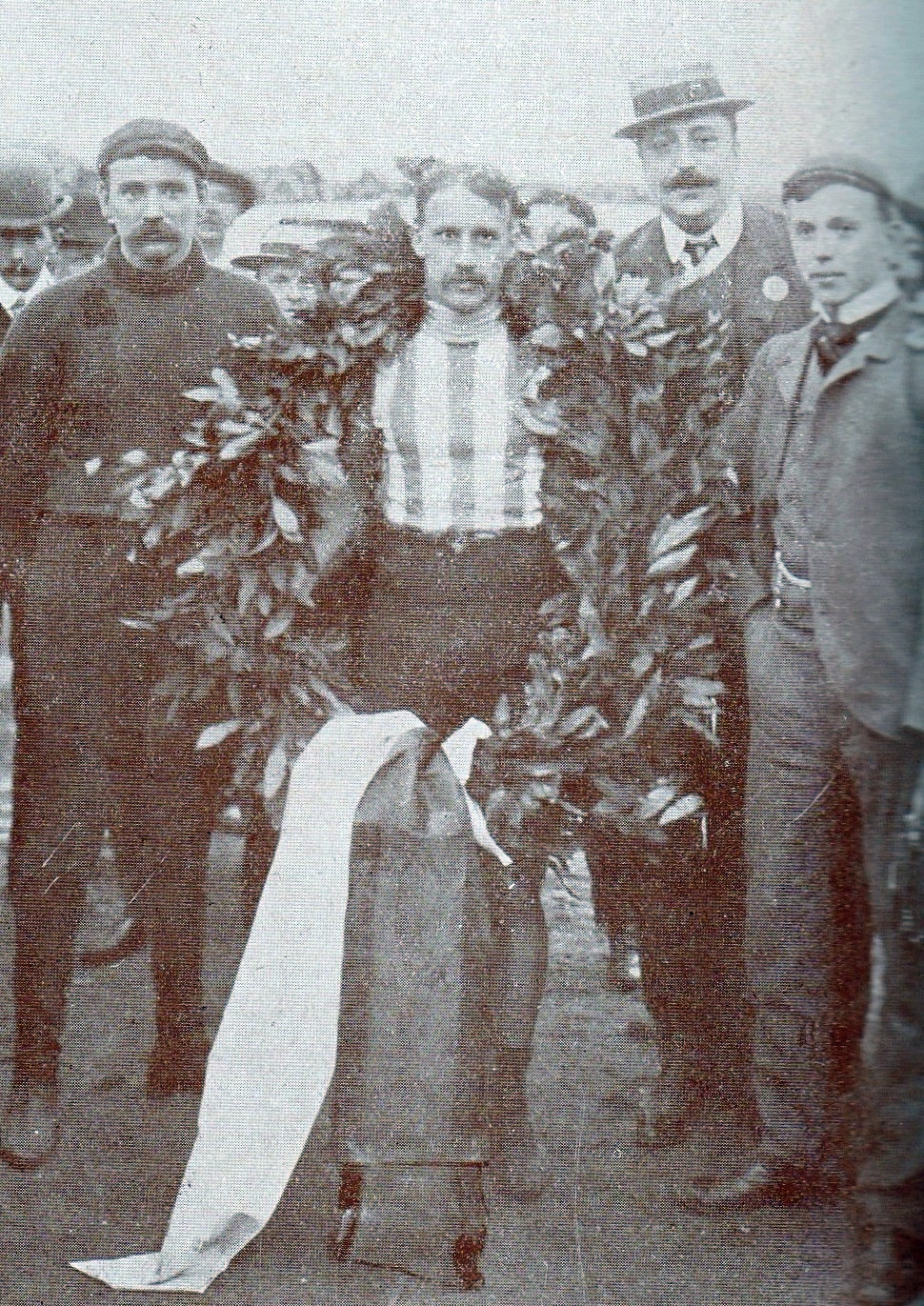
Piet Dickentman

El XI Campeonato Mundial de Ciclismo en Pista se celebró en Copenhague (Dinamarca) entre el 16 y el 22 de agosto de 1903 bajo la organización de la Unión Ciclista Internacional (UCI) y la Federación Danesa de Ciclismo.
Las competiciones se realizaron en el Velódromo de Ordrup de la capital danesa. En total se disputaron 4 pruebas, 2 para ciclistas profesionales y 2 para ciclistas aficionados o amateur.

## Medallistas

### Profesional
| Evento      | Oro                            | Plata                  | Bronce                       |
| ----------- | ------------------------------ | ---------------------- | ---------------------------- |
| Velocidad   | Thorvald Ellegaard Dinamarca   | Willy Arend Alemania   | Harie Meijers · Países Bajos |
| Medio fondo | Piet Dickentman · Países Bajos | Thaddäus Robl Alemania | Alfred Görnemann Alemania    |

### Amateur
| Evento      | Oro                     | Plata                     | Bronce                   |
| ----------- | ----------------------- | ------------------------- | ------------------------ |
| Velocidad   | Arthur Reed Reino Unido | Jimmy Benyon Reino Unido  | Carl Hellemann Dinamarca |
| Medio fondo | Edmond Audemars · Suiza | Vittorio Carlevaro Italia | Reinhold Herzog Alemania |

## Medallero
| Núm. | País         | Oro | Plata | Bronce | Total |
| ---- | ------------ | --- | ----- | ------ | ----- |
| 1    | Reino Unido  | 1   | 1     | 0      | 2     |
| 2    | Dinamarca    | 1   | 0     | 1      | 2     |
| 2    | Países Bajos | 1   | 0     | 1      | 2     |
| 4    | Suiza        | 1   | 0     | 0      | 1     |
| 5    | Alemania     | 0   | 2     | 2      | 4     |
| 6    | Italia       | 0   | 1     | 0      | 1     |
|      | TOTAL        | 4   | 4     | 4      | 12    |